# Kalmár Magda (operaénekes)
Kalmár Magda (Budapest, 1944. március 4. –) Kossuth- és Liszt Ferenc-díjas magyar opera-énekesnő (szoprán), érdemes és kiváló művész, a Halhatatlanok Társulatának örökös tagja.

## Élete
Szülei Kalmár László és Till Magdolna voltak. Tanulmányait a Bartók Béla Zeneművészeti Szakközépiskolában Balassa Istvánné és Kapitánffy Istvánné tanítványaként végezte. Az Magyar Állami Operaház 1967-ben szerződtette. 1972-ben megnyerte a Pozsonyban megrendezett UNESCO énekversenyt. 1998 óta az Operaház örökös tagja.
Hangversenyénekesként és operett-énekesnőként is elismert. Gyermekkorában már magyarnótákat énekelt, később szívesen énekelt nótákat rádió, tévéfelvételeken, színpadi fellépéseken, sőt lemezfelvétele is volt. A magyarnóta művészi népszerűsítéséért 2019-ben Dankó Pista Életmű-díjat is kapott, ami a szakma legmagasabb kitüntetése, szakmai díj. Vendégszerepelt csaknem valamennyi európai országban.

## Magánélete
1966-ban házasságot kötött Mersei Miklós (1941–2020) operaénekessel. Zsolt fiuk szintén zenész lett (1974).

## Színházi szerepei
A Színházi Adattárban regisztrált bemutatóinak száma: 56.
- Monteverdi: Poppea megkoronázása....Ámor
- Kacsóh Pongrác: János vitéz....Királykisasszony; Iluska mostohája; Boszorkány
- Wolfgang Amadeus Mozart: Szöktetés a szerájból....Blonde
- Verdi: Don Carlos....Tebaldo
- Wagner: Tannhauser....pásztorfiú
- Haydn: Ember a Holdon....Clarice
- Mozart: Così fan tutte (Mind így csinálják)....Rosina
- Strauss: Rózsalovag....Sophie
- Paisiello: Botcsinálta bölcsek....Clarice
- Mozart: A varázsfuvola....Papagena; Pamina
- Mozart: Thamos, Egyiptom királya....Sais
- Petrovics Emil: Lysistraté....női karvezető
- Ránki György: Pomádé király új ruhája....Dzsufi
- Alban Berg: Lulu....Lulu
- Monteverdi: Odüsszeusz hazatérése....a Szerelem
- Beethoven: Fidelio....Marcellina
- Haydn: Aki hűtlen, pórul jár....Vespina
- Szabó–Borgulya: Légy jó mindhalálig....Nyilas Misi
- Gioachino Rossini: A török Itáliában....Donna Fiorilla
- Giuseppe Verdi: Rigoletto....Gilda
- Mozart: Figaro házassága....Susanne
- Haydn: A patikus....Grilletta
- Cimarosa: A titkos házasság....Carolina
- Erkel Ferenc: Hunyadi László....Gara Mária
- Gaetano Donizetti: Szerelmi bájital....Adina
- Donizetti: Don Pasquale....Norina
- Rossini: Hamupipőke....Clorinda
- Georges Bizet: Carmen....Micaela
- Mozart: Don Giovanni....Zerlina
- Kodály Zoltán: Székely fonó....A leány
- Richard Wagner: Parsifal....Első viráglány
- Bozay Attila: Csongor és Tünde....Ilma
- Szokolay Sándor: Ecce homo....Katerina
- Britten: Albert Herring....Lady Billows
- Kálmán Imre: Marica grófnő....Manija; Cecília néni
- Aszlányi-Karinthy: A hét pofon....Miss Finigale
- Schubert-Berté: Három a kislány....Tschöllné
- Rossini: A sevillai borbély....Berta
- Kálmán Imre: Cirkuszhercegnő....Schlumbergerné
- Kálmán Imre: Csárdáskirálynő....Cecília

## Díjai, kitüntetései
- Székely Mihály-emlékplakett (1973)
- Liszt Ferenc-díj (1973)
- Francia Akadémia Díja (1975)
- Arany Orfeusz-díj (1976)
- Érdemes művész (1980)
- Kiváló művész (1987)
- EMeRTon-díj (1988)
- Erzsébet-díj (1989)
- Déryné-díj (1989)
- Lyra-díj (1994)
- A Magyar Állami Operaház örökös tagja (1998)
- Melis György-díj (1999)
- Kossuth-díj (2003)
- A Magyar Állami Operaház Mesterművésze (2004)
- Örökös tag a Halhatatlanok Társulatában (2006)
- Dankó Pista-életműdíj (2019)
- A XIII. kerület díszpolgára (2021)[2]